# Ворт (округ, Айова)
Шаблон:StateAbbr_ 43°22′44″ пн. ш. 93°15′26″ зх. д. / 43.378888888889° пн. ш. 93.257222222222° зх. д.
Округ  Ворт (англ. Worth County) — округ (графство) у штаті  Айова, США. Ідентифікатор округу 19195.

## Історія
Округ утворений 1851 року.

## Демографія
За даними перепису 
2000 року 
загальне населення округу становило 7909 осіб, усе сільське.
Серед мешканців округу чоловіків було 3925, а жінок — 3984. В окрузі було 3278 домогосподарств, 2264 родин, які мешкали в 3534 будинках.
Середній розмір родини становив 2,88.
Віковий розподіл населення поданий у таблиці:
| Стать    | До 15 років | 15-21 | 22-29 | 30-39 | 40-49 | 50-65 | 65-85 | Понад 85 |
| -------- | ----------- | ----- | ----- | ----- | ----- | ----- | ----- | -------- |
| Чоловіки | 814         | 359   | 310   | 547   | 641   | 643   | 538   | 73       |
| Жінки    | 731         | 320   | 307   | 490   | 605   | 610   | 710   | 211      |

## Суміжні округи
- Фріборн, Міннесота — північ
- Мовер, Міннесота — північний схід
- Мітчелл — схід
- Серро-Гордо — південь
- Віннебаго — захід

## Виноски
1. ↑  U.S. Decennial Census. United States Census Bureau. Архів оригіналу за 26 квітня 2015. Процитовано 20 липня 2014.
2. ↑  Historical Census Browser. University of Virginia Library. Архів оригіналу за 11 серпня 2012. Процитовано 20 липня 2014.
3. ↑  Population of Counties by Decennial Census: 1900 to 1990. United States Census Bureau. Архів оригіналу за 22 квітня 2014. Процитовано 20 липня 2014.
4. ↑  Census 2000 PHC-T-4. Ranking Tables for Counties: 1990 and 2000 (PDF). United States Census Bureau. Архів оригіналу (PDF) за 18 грудня 2014. Процитовано 20 липня 2014.
5. ↑  State & County QuickFacts. United States Census Bureau. Архів оригіналу за 22 липня 2011. Процитовано 20 липня 2014.(англ.) Наведено за англійською вікіпедією.
6. ↑  American FactFinder. Бюро перепису населення США. Архів оригіналу за 26 лютого 2012. Процитовано 31 січня 2008.

| США | Це незавершена стаття з географії США. Ви можете допомогти проєкту, виправивши або дописавши її. |